# La Calavera
La Calavera är en ort i Mexiko.   Den ligger i kommunen Santiago Miahuatlán och delstaten Puebla, i den sydöstra delen av landet, 200 km sydost om huvudstaden Mexico City. La Calavera ligger 1 807 meter över havet och antalet invånare är 515.
Terrängen runt La Calavera är kuperad åt nordost, men åt sydväst är den platt. Runt La Calavera är det ganska tätbefolkat, med 83 invånare per kvadratkilometer. Närmaste större samhälle är Tehuacán, 9,1 km söder om La Calavera. I omgivningarna runt La Calavera växer huvudsakligen savannskog.